# Suzanne Held
Pour les articles homonymes, voir Held.
Suzanne Held est une journaliste, photographe et grand reporter française, née le 18 avril 1925 à Loos, et morte le 10 mai 2022 à Paris, spécialiste de l’Orient (Proche, Moyen et Extrême).

## Biographie
Suzanne Held étudie la peinture et obtient une licence en histoire de l’art et archéologie. Elle est diplômée en sciences politiques,.
Elle devient journaliste, puis rédactrice en chef, de 1970 à 1973, du magazine Connaissances des voyages. Lorsque ce magazine disparaît, elle décide de se consacrer totalement à la photographie et devient une collaboratrice régulière du magazine Geo.
Pendant des années, Suzanne Held parcourt le monde. Spécialiste de l’Asie, elle s’est rendue une quarantaine de fois en Inde qu’elle a sillonnée du Nord au Sud. Suzanne Held a publié une trentaine de livres de photographie.
Suzanne Held meurt le 10 mai 2022 à Paris à l’âge de 97 ans.

## Prix
- 1999, Gold Award PATA, Nagoya, Japon[5].

## Collections
Ses photos figurent, entre autres, dans les collections du musée Guimet,,, de la Pointe-à-Callière, cité d’archéologie et d’histoire de Montréal et du Musée d’Art oriental de Turin.

## Publications

### Revues
- Angkor, Geo Magies de l’Orient, photos Suzanne Held, texte Claude Jacques
- Birmanie, Geo Magies de l’Orient, photos Suzanne Held, texte Louis Frédéric
- Birmanie, Geo Magies de l’Orient, photos Suzanne Held, texte Michel Random
- Chine, Geo Magies de l’Orient, photos Suzanne Held, texte Hervé Beaumont

### Guides et Albums
- Monde et voyages : Égypte, photos Suzanne Held, texte Guy Rachet, 158 p. Editions Nathan, 1985, Paris, Hermé, 1996.
- Majestueuse Thaïlande, photos Suzanne Held et Patrick de Wilde, texte : Madi Testard, Paris, Édition Atlas, 1991, 135 pages
- Majestueuse Inde, photos Suzanne Held, texte Frédéric Louis Paris, Édition Atlas ; Bruxelles, Éd. Atlen, 1992, 127 pages.
- La Thaïlande aujourd’hui, photos Suzanne Held, texte, Gérard Pouradier, Paris, les Éd. du Jaguar, 1992, 239 pages.
- L’Indonésie aujourd’hui, photos Suzanne Held, texte Anne Rochegude, Bernard Sonneville, Paris, les Éd. du Jaguar, 239 pages
- Inde, vision de lumière, photos Suzanne Held, texte Frédéric Louis, Paris Édition Hermé, collection Vision, 1995, 2007, 237 pages
- Birmanie, vision du Myanmar, photos Suzanne Held, texte Louis Frédéric (1923-1996), Paris Édition Hermé, 1996, 236 pages
- Népal, vision d’un art sacré, photos Suzanne Held, texte Gilles Béguin, Paris Édition Hermé, 1996, 253 pages.
- Tunisie, photos Suzanne Held, texte Guy Rachet, Paris Édition Hermé, 1997, 158 pages.
- Angkor, vision de palais divins, photos Suzanne Held, texte Claude Jacques, Paris Édition Hermé, 1997, 254 pages.
- Thaïlande, vision de capitales royales du Siam, photos Suzanne Held, texte Claude Jacques, Paris Édition Hermé, 1998, 246 pages.
- Maroc, photos Suzanne Held, texte Guy Rachet, Paris Édition Hermé, 1998, 205 pages.
- Syrie, Liban, Jordanie, photos Suzanne Held, texte Guy Rachet, Paris Édition Hermé, 1998, 246 pages.
- Sri Lanka, vision de l’île de Ceylan, photos Suzanne Held, texte Patrick de Panthou, Paris Édition Hermé, 1999, 246 pages.
- Perse, vision d’empires millénaires, photos Suzanne Held, texte Hervé Beaumont, Paris Édition Hermé, collection Vision, 1999
- Rajasthan, vision de palais et de forteresses, photos Suzanne Held, texte Amina Taha Hussein-Okada, Paris Édition Hermé, 247 pages.
- Chine, vision d’un empire céleste, photos Suzanne Held, texte Hervé Beaumont, Paris Édition Hermé, collection Vision, 2000
- Java Bali, vision d’îles des dieux, photos Suzanne Held, texte Hervé Beaumont, Paris Édition Hermé, collection Vision, 2000.
- Égypte, photos Suzanne Held, texte Guy Rachet, Paris Édition Hermé, collection Partance, 2000
- Japon, vision des formes et des lumières, photos Suzanne Held, texte Michel Random, Paris Édition Hermé, collection Vision, 2001.
- Sur les routes de la soie, photos Suzanne Held, texte Hervé Beaumont, Éditeur GEO-Gallimard, 2002
- Himalaya, monastères et fêtes bouddhiques, photos Suzanne Held, texte Nathalie Bazin, Édition Les Nouveaux Loisirs, Prisma Press, 2003.
- Vietnam, la route mandarine, Hervé Beaumont, Suzanne Held, Chapitre Douze, 2005, 242 pages
- Arbres d’éternité, photos Suzanne Held, Préface Jacques Brosse, Albin Michel, 2005, 200 pages,
- Angkor, photos Suzanne Held, texte Maurice Glaize, Éditeur Fernand Hazan, 2010, 382 pages[11] ;
- Chine éternelle, photos Suzanne Held, Silvana Editoriale, 2010
- Japon éternel, photos Suzanne Held, texte Hervé Beaumont, Silvana Editoriale, 2011[12]

### Livres d’art
- Les Murs de Jean Cocteau, photos de Suzanne Held, commentaire de Jean Cocteau, présentation Carole Weisweiller, Edition Hermé, 1998, 205 pages
- Jean Cocteau, les murs tatoués, photos Suzanne Held, Préface Carole Weisweiller, Éditeur Michel de Maule, 2013, 158 pages[13].
- Promesses d’éternité, Suzanne Held, entretien avec Franck Vermeulen, Skira, 2014, 270 pages[14],[15].

## Expositions personnelles
- 2003 : Paris, Octobre - Novembre 2003[16]
- 2005-06 : Inde des lumières, Forum Grimaldi, Monaco[17]
- 2007 : Inde des lumières, place St Sulpice, Paris VI
- 2009 : Arbres d’éternité, Abu Dhabi, sous le patronage de l’Ambassade de France[18]
- 2009 : Arbres d’éternité, Ambassade de France auprès du sultanat d’Oman, sous l’égide de Malika Berak (Ambassadrice) et Franck Vermeulen (Conseiller culturel)
- 2010 : Inde éternelle, musée des Arts asiatiques, Nice[19]
- 2011-12 : Couleurs de l’Inde, musée d’archéologie et d’histoire de Montreal[20], en partenariat avec le musée Guimet, Paris
- 2013 : Esprits du Japon, musée des Arts asiatiques, Nice, Photographies de Suzanne Held], collections du Musée Guimet[21]
- 2013-14 : Spirito del Giappone, MAO, museo d’arte orientale, Turin [22]
- 2020 : Oman 1977, a tribute to eternal beauty[23],[24], Ambassade de France auprès du sultanat d’Oman

## Expositions collectives
- 2003 : Monastères de l’Himalaya, Visa pour l’image, Perpignan.
- 2007, 2008, 2009 : Photos, galerie Frank Pages[25]
- 2008 : ArtParis, Paris, Grand Palais ; Abou Dhabi, Emirates Palace.
- 2010 : Istanbul contemporary, Istanbul
- 2010-2011 : Crans-Montana
- 2011 : Baden-Baden
- 2011 : Karlsruhe 2011, Photos, galerie Frank Pages, Bâle Scope, Bâle